# Ugep
Ugep (także Umor) – miasto w Nigerii w stanie Cross River; 19 tys. mieszkańców (2012). Przemysł spożywczy.